# 馬廷襄
馬廷襄（1863年—？），河南陳州府項城縣人，清末民國初軍事將領。
光緒六年（1880年），登武進士二甲，欽點花翎侍衛、任清門行走。光緒十九年（1893年），選補直隸天津鎮標右營遊擊。光緒二十一年（1895年），授袁世凱委派，任新建陸軍督隊先鋒官。光緒二十六年（1900年），管帶山東撫標後軍前營，旋改名先鋒右路右營。光緒三十年（1904年），袁世凱舉任其為管帶北洋新練前軍後營。光緒三十二年（1906年），任直隸開州協副將、署直隸正定鎮總兵。宣統元年，任直隸督標中軍副將，統帶練軍馬步各營。1912年，中華民國成立后，授陆军少将衔。